# پیاز ژنگ
پیاز ژنگ (نام علمی: Allium atropurpureum)، نام یکی از گونه‌های سردهٔ والک است. ارتفاع گیاه به ۵۰ تا ۱۲۰ سانتیمتر می‌رسد. مجموعه کروی و فشرده گل‌های ارغوانی مایل به سیاه این گونه از مناظر تقریباً معمول مزارع گندم ایران است. گل‌های کوچک ۲ تا ۴ میلیمتری این گونه در صورت مشاهده در زیر ذره‌بین میله‌های پرچم‌شان بطور یک در میان در هر سمت خود دارای یک رشته باریک و خیلی بلندتر از بساک هستند. ساقهٔ گل در این گیاه توسط غلاف‌های برگ منتهی به پهنک گسترده‌ای که در قسمت پائین ناوی شکل است احاطه گردیده‌است. زمان گلدهی در اردیبهشت و خرداد است.